# Škoda 706 RTO
A Škoda 706 RTO a Karosa állami vállalat által az 1958 és az 1972 közötti években gyártott csehszlovák autóbusz. Alvázát a LIAZ vállalat gyártotta.

## Története
A holýšovi gyárban az 1956-ban megtervezett prototípus alapján, 1958-ban kezdték meg a típus elődjének számító Škoda 706 RO alvázára épített, Otakar Diblík által tervezett karosszériával ellátott, 706 RTO típus gyártását. Az új karosszéria több hazai és külföldi díjat is elnyert. A Karosa vállalat monopolhelyzetének következtében Csehszlovákia valamennyi tömegközlekedési vállalata nagyszámban alkalmazta. Utolsó, tömegközlekedésre használt darabjait 1986-ban vonták ki a forgalomból.

## Műszaki jellemzői
- A jármű hossza 10,72 m, szélessége 2,5 m, magassága 3,15 m.
- Tömege 8570 – 8950 kg
- A Škoda 706 motor teljesítménye 117,6 kW
- Váltó kézi (5+1)

## Felépítése és változatai
Alváza két tengelyű, karosszériája félig önhordó. A típustól függően a jármű egy vagy két elektropneumatikus vezérlésű ajtóval van ellátva, melyeket a vezető saját, bal oldali ajtaja egészít ki. Egyes típusait személyszállító pótkocsi vontatására alkalmas berendezéssel is felszerelték. 
Néhány különböző változatban gyártották:
- 706 RTO MTZ. A városi járatok üzemeltetésére kialakított változat. Szélesebb, kétszárnyú ajtókkal volt ellátva. Az ülések 2+1 illetve 2+2 elhelyezésben.
- 706 RTO MEX. Exportra gyártották. Az MTZ változattól csekély mértékben különbözött, a célország igényei alapján.
- 706 RTO CAR. Az összes változat közül a legnagyobb számban gyártott. Főként a Csehszlovák Autóközlekedési Vállalat helyközi járatainál alkalmazták, kisebb számban a városi tömegközlekedésben. Az utastér egy ajtóval rendelkezett, az ülések 2+2 elhelyezésben.

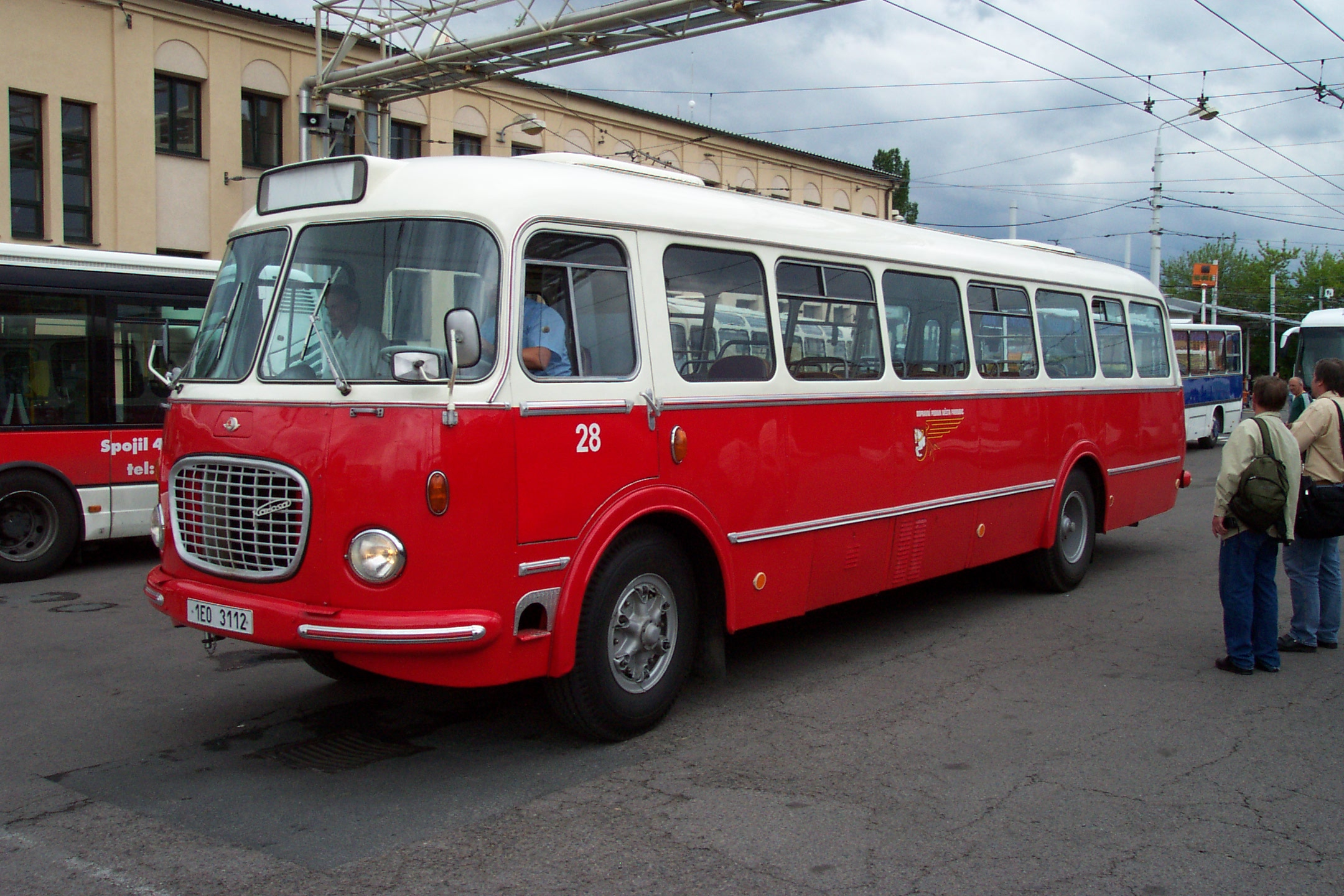
Škoda 706 RTO MTZ

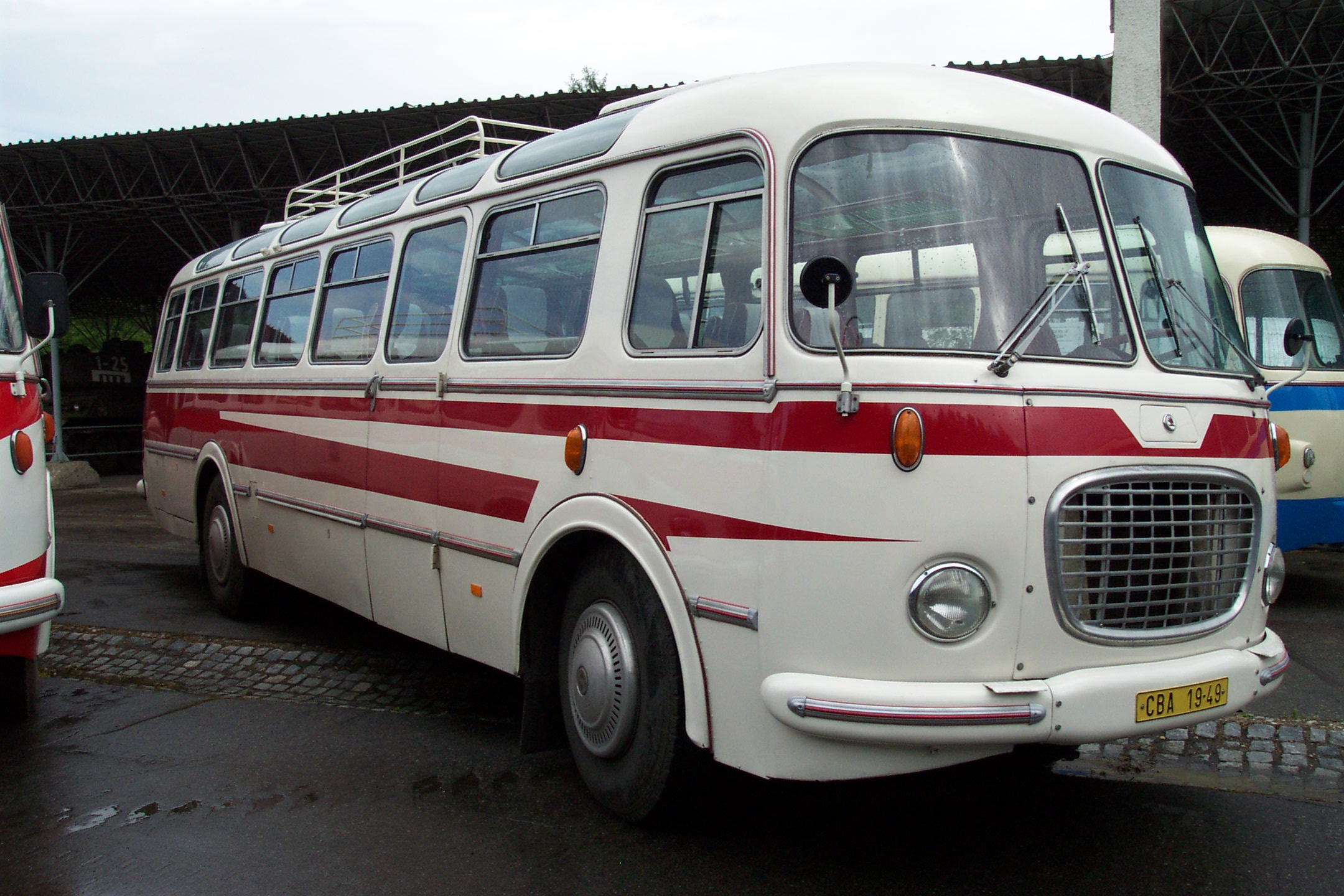
Škoda 706 RTO LUX

- 706 RTO LUX. Távolsági járatok esetében használták. Az ülőhelyek száma 35.
- 706 RTO-SVA. Új LIAZ alvázra épített változat. 1967 és 1972 között gyártották.
- 706 RTO-K. A csuklós változatból csak egyetlen darab készült.

## Fordítás
- Ez a szócikk részben vagy egészben  a(z)   Škoda 706 RTO című cseh Wikipédia-szócikk ezen változatának fordításán alapul.  Az eredeti cikk szerkesztőit annak laptörténete sorolja fel. Ez a jelzés csupán a megfogalmazás eredetét és a szerzői jogokat jelzi, nem szolgál a cikkben szereplő információk forrásmegjelöléseként.

## Külső hivatkozások
- Fényképek a Škoda 706 RTO típusról Archiválva 2008. április 11-i dátummal a Wayback Machine-ben